# جانسون ۵۹۰۵
سیارک ۵۹۰۵ (به انگلیسی: 5905 Johnson، نامگذاری:1989CJ1) پنج هزار و نهصد و پنجمین سیارک کشف شده‌است که در ۱۱ فوریه ۱۹۸۹ کشف شد.
قدر مطلق سیارک برابر ۱۳٫۲۰ است.